# 伊藤史隆
伊藤 史隆（いとう しりゅう、1962年10月25日 - ）は、朝日放送テレビ（ABCテレビ）のアナウンサー。
2023年3月31日付でABCの正社員定年（60歳）を迎えたが、翌4月1日以降は「シニアアナウンサー」（嘱託契約のアナウンサー）として在籍しながら、神戸新開地・喜楽館（上方落語における定席の1つ）で初代の支配人を務めている。

## 来歴・人物
愛知県名古屋市緑区の出身。元来は左利きだが、日常生活では主に右手を使っている。
名古屋市立桜台高等学校から、神戸大学経済学部へ進学。高校の同期生に歌人の穂村弘やプロゴルファーの塩谷育代、大学の同期生にノーベル賞受賞者の山中伸弥がいる。また、高校時代には天文部、大学時代には落語研究会に所属。落語研究会では、「拡益亭喜富」（かくえきてい きっぷ：『拡益亭』は江戸落語に取り組む会員が代々名乗る屋号）を名乗っていた。ちなみに、落語家の桂吉弥は、落語研究会での後輩に当たる。
大学卒業後の1985年に、岡元昇・中邨雄二とともに、アナウンサーとして朝日放送（当時）へ入社した。
本人の弁によれば、当初は特にアナウンサー志望というわけではなく、放送以外の業種の企業での採用も内定していた。しかし、自分から何の挑戦もしないまま内定を得たことで「マリッジブルーのような感覚」に陥ったところ、神戸大学の就職課で朝日放送アナウンサー職の求人票（若干名募集）を発見。その時点でアナウンスの本格的な経験や勉強を一切積んでいなかったにもかかわらず、前述の落語研究会で磨いた話術を頼りにアナウンサー試験へ「挑戦」したところ、岡元・中邨とともに採用された。
伊藤の採用については、定期採用扱いで先に入社が決まっていた岡元・中邨と違って、当時朝日放送へ在籍していた長沢彰彦アナウンサーの英国放送協会（BBC）への出向に伴う欠員の補充を兼ねていた。伊藤自身は、このような社内事情を知らないまま、最終試験で試験官の乾浩明に向かって「採用されなかったら内定を受けた（前述の）企業に就職する」と公言。それでも「岡元や中邨とは毛色の違う人材も（アナウンサーに）欲しい」という上層部の意向で採用に至ったことから、入社の直後には、乾から直々に「（定期採用扱いの）岡元・中邨をドラフト会議での指名を受けて（朝日放送に）入ったプロ野球選手に例えるなら、（他業種の内定先での就職を公言するほど、アナウンサーへの志望動機が薄いにもかかわらず、『欠員補充』扱いで採用された）お前（当時の伊藤）はドラフト外同然で入ったようなものだ」と言われたという。
朝日放送への入社後は、スポーツアナウンサーの先輩に当たる因田宏紀や、道上洋三による指導の下でアナウンス技術を研鑽。道上からは、前述した入社までの経緯を踏まえて、「『うまくなろう』と努力しなくてもいいから、他人の心に響くような表現力を磨きなさい」という金言を授かったという。また、「リスナーとして訊いておきたいことを、当意即妙のタイミングで解説者に語らせている」という理由で、入社当時から上司の中村哲夫 や毎日放送の三宅定雄のような野球実況を目指していた。現在の妻と結婚した際には、因田夫妻が仲人として同席している。娘は京都産業大学に職員として勤務している。
1985年10月から1年間は、道上・因田が新人アナウンサー時代に最初のパーソナリティを務めた『ABCヤングリクエスト』（朝日放送ラジオ）で、木曜日の最終パーソナリティを務めた。その後は、野球（プロ野球阪神戦や全国高校野球選手権大会）を中心に、ゴルフ（日本女子プロゴルフ選手権大会コニカミノルタ杯）など、主にスポーツ中継で実況・リポーターを担当。1990年から1年半朝日放送テレビで放送された全国ネット番組『桂三枝のにゅーすコロンブス』では、キャスターを務めていた。
本名では名前の史隆を「のぶたか」と読ませるが、アナウンサーとしては朝日放送（旧法人）への入社直後からマイクネームに相当する扱いで音読みの「しりゅう」と名乗っている。奇しくも阪神では、1978年に「伊藤弘利」という氏名で入団した右投手が、1979年から1985年まで「伊藤宏光」を名乗った後に、1986年から登録名を「伊藤文隆」（いとう・ふみたか）に変更。1991年の現役引退を経て、1996年から一時、「伊藤文隆」名義で朝日放送ラジオの野球解説者を務めていた。このような事情から、史隆を「しりゅう」と読ませるマイクネームには、「阪神戦のラジオ中継で『伊藤文隆』と区別する」という意味もあったという。
1997年以降は、大学時代に落語研究会で活動した経験を生かしながら、『日曜落語 〜なみはや亭〜』（朝日放送ラジオ）に席亭（案内役）として出演。2009年7月11日からは、自身初の冠番組『ようこそ!伊藤史隆です』（朝日放送ラジオ）で、メインパーソナリティを務めた。その関係で、2011年9月までの土曜日には、同番組の生放送を終えてからスポーツ実況の現場へ向かうことも多かった。
2011年までは、スポーツ実況を担当するかたわら、同期入社の中邨とともにスポーツアナウンサーの管理業務も担当していた。しかし、同年9月25日に『ABCフレッシュアップベースボール』（朝日放送ラジオ）で中継された阪神対巨人戦（甲子園球場のデーゲーム）での実況担当（解説：吉田義男）を最後に、入社以来25年間携わってきたスポーツの中継現場から一旦退いた。
2011年10月3日からは、平日夕方の関西ローカルニュース番組『キャスト』のメインキャスターに就任。前番組『NEWSゆう+』での保坂和拓・小縣裕介に続いて、スポーツアナウンサーからニュースキャスターに転身している（小縣は2012年度からスポーツアナウンサーに復帰）。ただし、同年12月31日までは、『キャスト』を放送しない土曜日に『ようこそ!伊藤史隆です』で引き続きパーソナリティを務めていた。
『ようこそ!伊藤史隆です』を開始するまでは、出張や旅行などで日本国内の45都道府県へ滞在。さらに、同番組の放送期間中に、番組の企画を兼ねて残り2県（大分県・群馬県）を訪問した。また、同番組の放送期間中には、スウェーデンから女性の交換留学生を自宅で受け入れていた。
2012年11月25日開催の第2回神戸マラソンで、50歳にして人生初のフルマラソンに挑戦。4時間37分52秒で完走を果たした。
2015年3月27日に、『キャスト』のメインキャスターを勇退。同年4月からは、ゴルフ中継を皮切りに、再びスポーツアナウンサーとして活動している。2016年には、朝日放送ラジオで3月28日から月曜日の17時台に『伊藤史隆のOn-site RADIO』（生放送番組）、10月1日から2017年9月30日まで土曜日の17時台に『昭和サウンドトラック』（事前収録による1時間の音楽番組）のパーソナリティを務めている。また、平日の生ワイド番組のパーソナリティが急病などで休演した場合に代役へ起用されることが多く、番組スタッフからは後輩アナウンサーの桂紗綾（入社後にアマチュアの立場で落語家としても活動）と並んで「朝日放送ラジオの代打の神様」と呼ばれているという。
2017年度からは、スポーツアナウンサーとしての活動と並行しながら、プロ野球のオフシーズンを中心に『伊藤史隆のラジオノオト』でラジオパーソナリティとしての活動を本格的に再開。2018年4月から2020年10月までは、「スポーツコメンテーター」という肩書で『おはようコールABC』（ABCテレビ平日早朝の生放送番組）の水曜日にレギュラーで出演していた。アナウンサー歴35年（2020年5月）の時点で道上が語ったところによれば、朝日放送の開局後にアナウンサーの担当ジャンルがスポーツ・報道・演芸（バラエティ）に事実上分かれてから、全てのジャンルの番組をレギュラーで担当したアナウンサーは伊藤が初めてとされる。その一方で、『伊藤史隆のラジオノオト』が年始特別編成で放送を休止していた2020・2021年の元日には、関西地方の他の民放ラジオ局が制作する生放送番組のゲストに招かれている（詳細後述）。
なお、2020年8月5日（水曜日）には、プロ野球のシーズン中でありながら『キャスト』のメインキャスターを5年5ヶ月振りに務めた。澤田有也佳（同番組で月 - 水曜日サブキャスターを務める後輩アナウンサー）に新型コロナウイルスへの感染が同月1日に確認されたことから、澤田と直前（7月下旬）に共演していたレギュラー番組の関係者（伊藤の2代後のメインキャスターで後輩の上田剛彦など）にPCR検査を受診させる方針を朝日放送テレビが決めたことによる暫定措置で、当初は上田などの陰性が完全に確認されるまで水・金曜日に代演を予定していた（月・火・木曜日のメインキャスター代理は堀江政生）。しかし、上田などが陰性の確認を経て7日（金曜日）放送分から復帰することが決まったため、実際には5日放送分 だけで代演を終了した。
2021年1月11日（月曜日・成人の日）には、同期入社の中邨と共に、「トラッキーズ」という名義でチキンジョージ（神戸市中央区のライブハウス）のステージ（年に1日だけ開催される「チキンジョージ新年会 素人演芸会」）へ出演。阪神・淡路大震災（1995年1月17日発災）に関する『ラジオノオト』の企画で2020年1月にチキンジョージを取材したことがきっかけで、チキンジョージ側から出演を打診されたことによる「歌手デビュー」で、『夏の終りのハーモニー』（井上陽水・玉置浩二）と『冬の稲妻』（アリス）を中邨とのデュエットで披露した（伊藤はサイドボーカルを担当）。ちなみに、ABCラジオにおける双方の冠番組（『伊藤史隆のラジオノオト』『サクサク土曜日 中邨雄二です』）では、スタジオでの練習や本番の歌唱音源を放送している。
2022年の誕生日で朝日放送グループの定年（60歳）へ到達したことから、グループの内規に沿って、2023年3月31日付で朝日放送テレビを定年退職。ただし4月1日以降も、嘱託扱いの「シニアアナウンサー」として同局に勤務している。朝日放送テレビの正社員として定年を迎えたアナウンサーが、定年後も「シニアアナウンサー」として勤務する事例は、同期入社ながら1歳年上の中邨（2022年3月31日定年→翌4月1日から「シニアアナウンサー」へ移行）に続くもので、実際には1986年入社の芦沢誠（1962年11月10日出生のアナウンサー）と同時に移行。2017年度から6シーズンにわたっていた『伊藤史隆のラジオノオト』のレギュラー放送については、正社員としての定年を節目に、定年の前日（2023年3月30日）で終了した。
その一方で、「シニアアナウンサー」へ移行した2023年4月1日付で、神戸新開地・喜楽館の初代支配人に就任。実際には2023年4月3日（月曜日）から、同局での職務（スポーツ中継や『日曜落語 〜なみはや亭〜』などへの出演）を続けながら喜楽館の運営に携わっている（当該項で詳述）。阪神の18年振りセントラル・リーグ優勝とオリックス・バファローズのパシフィック・リーグ3連覇を受けて同年11月23日（勤労感謝の日）に大阪市内と神戸市内で開催された「兵庫・大阪連携『阪神タイガース、オリックス・バファローズ優勝記念パレード』」では、午後に御堂筋（大阪市中央区）の一部区間で阪神単独のパレードが実施された際に、テレビ中継の制作を朝日放送テレビが主導していた関係で、阪神の関係者が搭乗したパレード用の先頭車両（1号車）上での代表インタビューを小縣裕介と共に任されていた。

### スポーツアナウンサーとしての主な活動
朝日放送への入社3年目だった1987年8月9日に、第69回全国高等学校野球選手権全国大会2日目第3試合・習志野対東筑戦のラジオ中継で野球実況デビュー（延長10回の末に習志野が3 - 2で勝利）。
1990年代に入ってからは、阪神戦の中継や、大きなスポーツイベントで実況する機会が増加。2002年には、JNN・JRN系列局の優秀なアナウンサーに贈られるアノンシスト賞（第27回）で、ラジオスポーツ実況部門最優秀賞に加え大賞（グランダ・プレミオ）を受賞した。さらに、高校野球DVD&VHSとして発売している「第85回記念大会記念企画 夏の甲子園・不滅の名勝負 1915-2002」で2巻・5巻・8巻のナレーションを務めている。ちなみに、 阪神タイガースを題材にABCが制作に協力した東宝の実写映画「ミスター・ルーキー」（2002年公開）では、中西清起（出演時点では同局の野球解説者）とともに阪神甲子園球場での実況シーンに出演した。
サッカー中継を担当する機会はほとんどないが、1994 FIFAワールドカップ・アジア予選では、朝日放送（当時）の取材リポーターとして約1ヶ月間カタールに滞在。朝日放送が制作する生放送のテレビ・ラジオ番組（『おはよう朝日です』『おはようパーソナリティ道上洋三です』など）にリポートを送り続けたところ、テレビ朝日および系列局から中継要員やリポーターとして派遣されていたアナウンサーではただ1人、日本代表の最終試合（1993年10月28日に組まれていた最終予選のイラク代表戦）まで現地に残った。日本代表がこの試合の勝利によってワールドカップへの初出場を決めた場合には、テレビ東京から実況アナウンサー（土居壮）だけを派遣していた日本国内向けのテレビ中継で代表監督・選手へのインタビュアーを特別に務めることが決まっていたが、結局は「ドーハの悲劇」を目撃することになった。
日本代表はワールドカップへの初出場を1998年のフランス大会で果たすと、伊藤が還暦を迎えた直後（2022年11月20日）に開幕したカタール大会まで、（予選免除となった2002年の日韓大会を除き）6大会連続でアジア最終予選を突破。カタール大会における日本代表の初戦（グループリーグEの対ドイツ代表戦）が組まれていた2022年11月23日（水曜日・勤労感謝の日）には、この試合の開始1時間前（20:59）まで『伊藤史隆のラジオノオト』を放送することが決まっていたことから、伊藤は「29年前（1993年）にカタールのお土産に購入したものの、日本へ帰国してから一度も着用しないまま会社（朝日放送→朝日放送テレビ）内の自分のロッカーに収納していた」というトーブ（本来は現地の男性向け民族衣装）姿で『ラジオノオト』に出演。「ようこそ、ラジオノオトへ」（19時台後半のコーナー）では、当日（水曜日）のパートナーである笑福亭松喬を相手に上記のエピソードを披露した。
ちなみに日本代表は、2対1でドイツ代表に逆転勝利。11月27日（日曜日）の対コスタリカ代表戦（0対1で敗北）を経て、12月2日（金曜日）の早朝にグループリーグEの最終戦へ臨んだ。伊藤は、12月1日（木曜日）の『ラジオノオト』でトーブを再度着用したところ、日本代表は最終戦でスペイン代表を相手に2対1で逆転勝利。グループリーグEを首位で通過したものの、12月6日（火曜日）未明の決勝トーナメント1回戦（ラウンド16）でPK戦の末にクロアチア代表に敗れたため、ワールドカップ史上初の準々決勝（ベスト8）進出に至らなかった（最終順位は「9位」）。
『キャスト』メインキャスター時代の2014年5月25日には、朝日放送による阪神対千葉ロッテ戦（甲子園球場のデーゲーム）での阪神応援企画「ファンみんなでガォー祭り!」の一環として、朝日放送テレビのプロ野球中継へ久々に出演。当時同番組の月曜日で共演していた阪神ファンの遠藤章造をゲストに迎えて、副音声で実況を担当した。『キャスト』からの勇退後は、2015年5月3日のオリックス対福岡ソフトバンク戦ラジオ中継（ABC制作・『RKBエキサイトホークス』向けの裏送り中継）を皮切りに、プロ野球中継での実況を本格的に再開。同年6月20日の阪神対東京ヤクルト戦（甲子園球場のデーゲーム）の実況で『ABCフレッシュアップベースボール』への復帰を果たした。
阪神球団が創設80周年を迎えた2015年には、『球団創設80周年 阪神タイガース総選挙DVD』（阪神コンテンツリンク）の制作に朝日放送・毎日放送が協力したことから、両局を代表するスポーツアナウンサーとして毎日放送の赤木誠と共にナレーターを務めた。その一方で、星野仙一の逝去（2018年1月4日）を受けて朝日放送テレビで同月8日に放送した『虎バン追悼特別番組 ありがとう!星野仙一さん』では、阪神一軍監督時代（2002年・2003年）の星野を頻繁に取材した縁で、当時選手や球団職員として星野を支えていた金本知憲・平田勝男・矢野燿大・片岡篤史の対談パートを進行した。
その一方で、1987年のオフシーズンから1989年までは、当時存在していた近鉄バファローズを主に取材。1988年から近鉄戦の中継で実況やベンチリポートを随時担当していたほか、「10・19」（1988年10月19日に川崎球場で催されたロッテ・オリオンズ対近鉄バファローズのダブルヘッダー）には、朝日放送（当時）のテレビ・ラジオ中継班にスコアラーとして帯同していた。その縁から、朝日放送ラジオが『 「10.19」～7時間33分の追憶～』（平成30年度芸術祭参加作品として2018年11月18日に本放送）を制作する際に、「10・19」の当事者であった近鉄OBへのインタビュー取材とナビゲーターを担当。この番組は本放送後に、2019年の日本民間放送連盟賞・ラジオ報道部門の優秀賞 や、第56回（2018年度）ギャラクシー賞・ラジオ部門の選奨を受賞した。さらに、ベースボール・マガジン社が『俺たちのパシフィック・リーグ　近鉄バファローズ1989』（2021年10月8日発売のムック）を刊行する際には、近鉄担当時代の思い出にまつわるエッセイの執筆を同社から依頼。その依頼に応じて書き下ろした「永遠の『一瞬』。」が、巻頭エッセイとして同誌の6 - 7ページに掲載された。
2021年度からは、NPBのオフシーズン中にメットライフドームで開催されている「THE LAST GAME」（NPB球団の元・選手から最後に所属した球団で引退セレモニーが開かれなかった選手が出場するスカパーJSAT主催のスペシャルマッチ）において、衛星放送向け中継やパ・リーグTV向け動画配信の実況を任されている。朝日放送テレビのスポーツアナウンサーである伊藤に第1回（2021年1月8日開催分）から白羽の矢が立ったのは、出場選手の一部を現役時代に取材していたことに加えて、朝日放送グループのスカイAが試合の企画や中継の制作へ携わっていることによる。
朝日放送テレビ正社員としての定年退職当日（2023年3月31日）も、「シニアアナウンサー」への移行初日（4月1日）も、スポーツアナウンサーとしてスカイAの女子ゴルフ（ヤマハレディースオープン葛城）中継で実況を担当している。

### 執筆活動
妹尾和夫の冠番組が朝日放送→朝日放送ラジオでレギュラー番組として編成されていた時期には、妹尾が主宰している劇団パロディフライの舞台公演用に「架空実況」を収録することがあった。2011年には、マラソン中継での実況経験を基に初めて書き下ろした脚本「ラビット」が、劇団パロディフライ舞台公演番外編「時の旅人 兎」で実際に上演されている。『キャスト』のメインキャスターに転身してからも、2012年4月に上演の「時の旅人 辰」に向けて、尾藤公（元和歌山県立箕島高等学校野球部監督）を題材にした作品「ドラゴンスマイル」の脚本を執筆。同作品では、事前収録による架空実況ながら、久々に実況形式のアナウンスも披露した。
朝日放送テレビシニアアナウンサー移行後の2024年には、1月から3月まで『神戸新聞』夕刊のリレーコラム「随想」の執筆陣に名を連ねている。

### 落語との縁
伊藤が落語に興味を持ち始めたきっかけは、神戸大学の入学式にある。本人が卒業後に述懐したところによれば、「学内の落語研究会の部員が、入学式の会場の前にゴザと座布団を敷いたうえで落語を披露していた。その姿に驚いていたところ、部員から入部を勧誘されたので入部を即決した」とのことで、「入部してからは、古今亭志ん朝や桂枝雀 (2代目) が自分にとってのアイドルになった」という。また、「噺家（演者）の言葉と仕草だけで、その場が長屋にも色街にも、武家屋敷にまで変わるところが落語の魅力」とも語っている。
朝日放送（テレビ）の正社員時代からは、1年先輩のアナウンサー・三代澤康司（大阪市立大学落語研究会の出身で2021年3月31日の定年退職を機にフリーアナウンサーへ転身）、7年後輩のラジオプロデューサー・戸谷公一（関西学院大学文化総部甲山落語研究会出身）、23年後輩のアナウンサー・桂紗綾（2017年頃より参加）と交代で、関西の演芸専門月刊フリーペーパー『よせぴっ。』の「笑うてABC」という欄にてリレーコラムを執筆。2023年4月1日付でシニアアナウンサーへ移行したことに伴って、上方落語の定席の1つである神戸新開地・喜楽館の初代支配人を務めている。

#### 「シニアアナウンサー」と「神戸新開地・喜楽館支配人」の兼務
喜楽館では、朝日放送で演芸番組の制作に携わってきた成宮恒雄（元・同局アナウンサー→ディレクター・プロデューサー）を、2018年7月11日の開館に向けて支配人に選定していた。支配人には「『番組』（寄席への出演表）作りを通じて出演者を調整したり、観客の要望に応えたりしながら、収支にも目配りする」という役割を想定していたが、成宮が開館を前に支配人への就任を辞退したため、実際には支配人不在のまま開館。開館後は、支配人を置かない一方で、「マネジャー」の山本憲吾（神戸大学落語研究会における伊藤の先輩）が寄席などの企画業務などを担っている。
伊藤自身は神戸大学への進学後から、朝日放送（旧法人）への入社後に兵庫県尼崎市内で生活していた時期をはさんで、神戸市内へ長らく居住。また、入社後の1997年10月から『日曜落語 〜なみはや亭〜』の「席亭」（進行役）を務めているほか、2021年から喜楽館で「プロ野球応援ウィーク」（プロ野球ファンの落語家が日替わりで登場する朝日放送ラジオ全面協力のイベント）のプロデュースを手掛けている。その一方で、朝日放送テレビ正社員としての定年（60歳）を2023年3月31日に控えていたことから、山本は2022年6月から伊藤に対して喜楽館支配人への就任を打診。伊藤が『なみはや亭』の「席亭」として培った話術、経験、人脈、ノウハウを寄席の運営に生かすことを視野に入れた打診で、同局も「地域創生」を大きな目標に掲げていることから、就任に理解を示した。結局、定年の翌日（2023年4月1日）以降も朝日放送テレビに嘱託扱いの「シニアアナウンサー」として勤務することを前提に、「副業」扱いで打診を受諾。本人が支配人への就任後に述懐したところによれば、当初は就任への打診を固辞していたものの、朝日放送（旧法人）→朝日放送テレビ野球解説者の矢野燿大が阪神の一軍監督を務めた時期（2019 - 2022年）に選手へ掛けていた言葉（「自分のために頑張ることはもちろんだけど、自分のために頑張ることには限界がある。『誰かのために頑張ろう』と思ったら、その限界を超えてでも頑張れる」）を思い出したことがきっかけで打診の受諾を決めたという。
神戸新開地・喜楽館では支配人への正式な就任日を2023年7月11日（開館5周年の当日）に定めているが、興行の企画や運営の経験が伊藤になかったことを踏まえて、実際には本人曰く「支配人見習い」という扱いで同年4月から「支配人」としての活動を開始。朝日放送テレビでの職務（『なみはや亭』の「席亭」、プロ野球中継での実況・リポート、深夜～早朝帯の宿直勤務など）と並行しながら、運営団体（「新開地まちづくりNPO」）との契約に沿って喜楽館の運営に従事している。
神戸新開地・喜楽館の支配人としては、就任の際に6代桂文枝（名誉館長）や笑福亭仁智（就任時点での上方落語協会会長）から「（『支配人』という地位に関する世間一般の）常識にとらわれないで、事情が許せば自分で喋って（館内の公演や記者会見などを取り仕切って）欲しい」という趣旨のアドバイスを受けていたことを背景に、館内の記者会見や「プロ野球応援ウィーク」などの特別企画で司会を随時担当。広報活動の一環で、朝日放送グループ以外の番組にも「支配人」としてゲストで出演することが相次いでいる（詳細後述）。
本人によれば、「1ヶ月につき20日程度をアナウンサー、10日程度を支配人としての活動に充てている」という。もっとも、支配人への正式就任から1年を経過する直前（2024年の7月上旬）には、新型コロナウイルス感染症への罹患によって1週間程度の隔離療養を余儀なくされた。この間は、支配人としての職務を休止したほか、アナウンサーとしての出演が告知されていた番組・イベントへの出演を見合わせている。

## 出演番組・作品
- 全国高校野球選手権大会中継（テレビ・ラジオとも、実況・インタビュアーを担当）

『キャスト』のメインキャスター担当期間中（第94回 - 第96回大会が該当）には出演を休止。2015年の第97回大会で復帰すると、2016年の第98回大会では、ラジオ中継のタイトルコール・提供読み・告知アナウンスを事前収録で担当している。
新型コロナウイルス感染拡大の影響で第102回全国高等学校野球選手権大会に代わって2020年甲子園高校野球交流試合（選手権大会に先立って中止された第92回選抜高等学校野球大会への出場内定32校による招待試合）を朝日放送グループで中継した2020年にも、開会式のラジオ中継と一部の試合のテレビ・ラジオ中継で実況を担当。感染防止策の一環で交流試合の開会式（8月10日）に開幕試合の出場校（花咲徳栄と大分商）しか参加できないことを踏まえて、開会式の前日（8月9日）に司会を務めた『高校野球スペシャル　届け!この夏の想い』（ラジオでの開幕直前特別番組）では、「模擬開会式」（全32校のベンチ入り選手が甲子園球場へ一堂に集結する設定での架空実況）にも臨んでいた。
2022年（第104回選手権本大会閉幕後）の誕生日で朝日放送グループの定年（60歳）に達することから、朝日放送テレビの正社員としては、8月16日の3回戦第3試合（敦賀気比対聖光学院戦）でテレビ中継、8月20日の準決勝第1試合（聖光学院対仙台育英戦）でラジオ中継の実況を終了。この大会では、組み合わせ抽選会（スカイ・A放送分）や開幕前の特別番組（村瀬哲史をゲストに迎えて8月4日に朝日放送ラジオで2時間にわたって放送された『大歓声甲子園』）にも出演したほか、ラジオ中継で開会式の実況やタイトルコール・提供読み・告知のアナウンスを再び担当していた。8月22日の決勝（仙台育英対下関国際戦）で、東北地方の高校としては（春の選抜高等学校野球大会を含めて）初めての甲子園大会優勝を成し遂げた仙台育英（宮城代表）の主将・活躍選手に対するインタビュアーを（NHKを含めた）テレビ・ラジオ中継共通で務めたことを最後に、正社員としての高校野球中継への出演を終了。
「シニアアナウンサー」へ移行してからも、神戸新開地・喜楽館支配人としての活動などと並行しながら、2023年第105回記念大会開幕試合（上田西対土浦日大戦）の活躍選手インタビュアーを皮切りにテレビ・ラジオ中継への出演を継続。朝日放送ラジオでは、同大会の開幕前日（8月5日の16:00 - 17:00）に放送された『高校野球ラジオスペシャル2023  　斎藤佑樹　いま語る～あの夏の真実』で斎藤との対談に臨んだ一方で、前年に続いて中継のタイトルコール・提供読み・告知のアナウンスを任されている。
- ABCニュース（テレビ・ ラジオとも不定期）
  - 朝日放送（旧法人）の正社員時代から、プロ野球シーズン中にも随時担当している[32]。
  - 朝日放送（旧法人）正社員時代の2014年度以降で平日の深夜に宿直勤務へ入る場合には、『報道ステーション』（テレビ朝日制作の平日最終版ニュース）のスポーツコーナー向けに、朝日放送（テレビ）の放送対象地域（主に関西地方）に関するスポーツ関連のニュース（阪神・オリックスのホームゲームの経過・結果などの）映像にナレーションを付けることがある。「シニアアナウンサー」へ移行後の2023年9月14日（木曜日）には、阪神が2005年以来18年振りのセントラル・リーグ優勝を決めた甲子園球場での対読売ジャイアンツ戦（ナイトゲーム）の試合経過および、岡田彰布（阪神監督）の胴上げ映像へのナレーションを担当した[33]ところ、この映像が「トップニュース」として流された。

### テレビ
- スーパーベースボール 虎バン主義やジャパンラグビートップリーグ（主に神戸製鋼コベルコスティーラーズ戦）などのスポーツ中継

ANN系列全国ネットの実況は2010年頃までは阪神×巨人戦の全国ネット実況、2011年までは日本女子プロゴルフ選手権大会 コニカ杯→コニカミノルタ杯 を担当（2012年以降、後輩の小縣裕介が担当）。
『キャスト』のメインキャスター就任による休止期間を経て、2015年4月から関西ローカル中心に出演を再開。阪神戦の中継では、同期の中邨とともに、2014年から視覚障害者向け解説放送（副音声で年に数回実施）の実況も担当している。
- らくごくら（席亭、スカイ・A sports+）
- THE LAST GAME（実況） - 詳細前述。第1回（2021年度）のみBSスカパー!、第2回（2022年度）からはスカイ・A sports+やスポーツライブ+で「完全版」（自身が実況する試合中継の録画映像をベースに構成される特別番組）を試合の開催後に放送している。

### ラジオ
- ABCフレッシュアップベースボール（実況・ベンチリポーター担当）

「シニアアナウンサー」への移行後は、2023年4月8日の阪神対ヤクルトデーゲーム中継から実況を担当。神戸新開地・喜楽館の支配人へ正式に就任する前々日（同年7月9日）には、ナイトゲームとして組まれていた同カード（いずれも甲子園球場）の中継で、8回裏に森下翔太（この年に阪神へ入団した外野手）が一軍公式戦での初本塁打を放ったシーンを伝えている。
- 日曜落語 〜なみはや亭〜（席亭）

『キャスト』のメインキャスター担当期間中、「シニアアナウンサー」への移行後、神戸新開地・喜楽館の支配人就任後も出演を継続。2012年からは、毎年1月下旬に実施される上方落語をきく会（朝日放送ラジオ主催の落語会）の生中継で席亭を務める。
関連番組である『桂りょうばの落語トラベル』（2020年4月から毎週月曜日の19:00 - 19:30に放送中）にも、2020年8月24日、2022年3月14日・21日、2023年8月14日・21日放送分に「旅人」（ゲスト）として出演。喜楽館の支配人へ就任した2023年からは、自身の提案をきっかけに、「神戸新開地・喜楽館AWARD」（上方落語界で「若手真打」に当たる世代の落語家が対象の落語コンクール）が朝日放送ラジオとの共催イベントとして実現している。
2023年10月以降は、マルエス（「神戸新開地・喜楽館AWARD2023」の冠スポンサー）の企業理念や事業内容を40秒で紹介するラジオCMにも出演している。同社が『なみはや亭』のスポンサーにも2023年10月8日放送分から3ヶ月間付いていたことに伴う出演で、このCMは朝日放送ラジオのスポットCM枠（『なみはや亭』の本編前後など）で随時放送されている。
- サクサク土曜日 中邨雄二です（『ようこそ!伊藤史隆です』の後継番組、『キャスト』のメインキャスター勇退後から番組内の「ABCニュース」などへ随時出演）

「シニアアナウンサー」と神戸新開地・喜楽館の支配人を兼務するようになった2023年4月以降は、金曜夜間～土曜早朝の宿直勤務の一環として午前7時台後半のニュース→8時前後のスポーツコーナー「サクスポ」→9時台前半のニュースへ出演した後に、喜楽館で支配人としての職務に就くことが相次いでいる。
2023年8月26日・9月2日放送分では、「雄二ジャーナル」（通常は中邨が放送当日の朝刊の記事を基に時事問題への私見を語るコーナー）の特別企画（放送の前に喜楽館で収録）に「神戸新開地・喜楽館の支配人」という立場で参加。「喜楽館の前で観客の呼び込みに励んでいる伊藤の下を、『新開地まで足を伸ばすこと自体が初めて』という中邨が訪れる」という企画で、（当時「予選会」の審査員を主に『なみはや亭』のリスナーから募集していた）「神戸新開地・喜楽館AWARD2023」の告知を兼ねていた。
番組の開始から12年目に入っていた2023年12月16日には、中邨の発声が体調不良で長時間（同日の時点では2時間半）の生放送に耐えられない状態へ陥ったことを受けて、パーソナリティを急遽代行した。当日は神戸新開地・喜楽館での落語会（同月30日開催の「アカン!阪神アレのアレもしてもうた! だから伊藤史隆さんにアレの裏側全部聞こ!」）の告知を目的に林家染八と揃って『征平・吉弥の土曜も全開!!』（後枠番組）へ出演することが決まっていたが、パーソナリティ代行後の午前11時台には、当初の予定に沿って『土曜も全開!!』にも「スペシャルゲスト」として登場。午後からは、喜楽館で支配人としての職務に就いている。ちなみに、中邨が『サクサク土曜日』でスタジオへの出演を見合わせたことは、この日が初めてであった。
中邨は『三国志』の愛読者で、「雄ちゃんのおしゃべり宝箱」（9時台前半のコーナー）でも、「みんな大好き三国志」と称して月に数回のペースで一節を朗読している。伊藤は中邨ほどには『三国志』に詳しくないことを自認しているが、中邨がスタジオへの出演を再開した2023年12月23日以降は、「ABCニュース」の担当日で『三國志』の朗読企画が組まれている場合に、番組内で最後（9時台）の定時ニュースを担当した直後に「スペシャルゲスト」扱いで朗読へ参加することが相次いでいる（当該項で詳述）。
- 月曜早朝の放送開始、同未明放送休止中の試験電波アナウンス（2016年3月22日 - ）、日曜深夜の放送終了アナウンス（2018年4月2日 - ）
- 緊急警報放送試験信号アナウンス（2016年4月以降、毎月第1火曜日早朝）
- 神戸新開地・喜楽館　内海英華のラジ関寄席（ラジオ関西）

「神戸新開地・喜楽館の支配人」という立場で、番組の後半に設けられている喜楽館の情報コーナーへ、マネジャーの山本を伴って随時出演。

### 過去

#### テレビ
報道・情報番組
| 期間         | 期間         | 番組名                                          | 役職                         | 備考 |
| ------------ | ------------ | ----------------------------------------------- | ---------------------------- | --- |
| 1985年10月   | 時期不明     | ニュースステーション（テレビ朝日）              | 関西ローカルでのレポーター   | 番組を開始したばかりの1985年10月16日に、阪神が1964年以来21年振りのセ・リーグ優勝を決めたことを受けて『梅田歩道橋』（大阪市北区梅田）から全国に向けての生中継リポートを急遽担当、朝日放送の新人アナウンサー（当時）ながら『メインキャスターの久米宏（TBS出身のフリーアナウンサー）と生放送でやり取りする』という一幕もあった、時期は不明だが、同局（当時：朝日放送）からの派遣扱いでスポーツコーナーのキャスターを代行したことも1度だけある |
| 1990年4月    | 1991年9月    | 桂三枝のにゅーすコロンブス（ANN系列全国ネット） | スタジオ進行役               | |
| 2011年10月   | 2015年3月    | キャスト                                        | メインキャスター             | |
| 2018年4月    | 2020年9月    | おはようコールABC                               | 水曜日スポーツコメンテーター | スポーツアナウンサーとしての活動と並行しながら、同期入社の中邨（火曜日担当）と共にコメンテーターへ起用、自身の出演日には『史隆のイットー両断』と称して主にスポーツ関連の解説を担当 |
| 2020年8月5日 | 2020年8月5日 | キャスト                                        | 上田剛彦の代行キャスター     | |

中継担当・スポーツ関連・特別番組
- プロ野球ドラフト会議中継（2009年度の実況担当、スカイ・A sports+）
- ゴルフ道～球道一筋、そらそうよ～　青山薫の考え（2009年度、スカイ・A sports+）

当時阪神タイガースの一軍監督を退任したばかりの岡田彰布（朝日放送テレビなどの野球解説者を経て2023年から矢野の後任で監督に復帰）とともに、青山薫（プロゴルファー）からゴルフのレッスンを受けていた。
- 熱闘甲子園（1989年度 - 1991年度キャスター）
- プロ野球ドラフト会議中継（2009年度の実況担当、スカイ・A sports+）
- 六代桂文枝襲名特別番組 革命児の新たな挑戦（2012年7月22日、進行役）
- 虎バン追悼特別番組　ありがとう!星野仙一さん（2018年1月8日、前述）

星野の阪神一軍監督退任後に朝日放送へ入社した後輩アナウンサーの高野純一・川添佳穂が、本編の司会を担当。
- 鬼気～奇跡を呼んだディレクター～（2021年11月20日、ナレーター）

朝日放送（旧法人）のディレクターとして『てなもんや三度笠』などの人気演芸番組に携わった澤田隆治（2021年5月16日に88歳で永眠）の足跡を追ったドキュメンタリー（令和3年度文化庁芸術祭参加作品）

#### ラジオ
- 近鉄バファローズアワー
- 矢野輝弘のどーんと来い!!（プロ野球オフシーズン限定の特別番組）
- ABCヤングリクエスト（1986年4月 - 10月）

最後期パーソナリティの1人として木曜日を担当。当時パーソナリティを務めていた朝日放送のアナウンサーで、朝日放送テレビ設立後の2018年4月以降も現役のアナウンサーとして在籍する人物は伊藤だけである。
- ABCラジオジラ[1]
- 道上洋三の健康道場（2022年4月2日から2023年4月1日まで「メインパーソナリティ代理」としてレギュラー出演）

2022年3月25日まで45年にわたって平日の早朝に放送されてきた『おはようパーソナリティ道上洋三です』からの派生番組で、朝日放送テレビの現役アナウンサーから初めて、2020年5月16日・23日放送分に「ゲスト」として出演。『おはようパーソナリティ道上洋三です』の終了後も放送を続けることに伴って、後述する事情から、番組名に道上の氏名を入れたまま道上からメインパーソナリティの座を引き継いだ。
タイムテーブルなどでは「（道上の）代演」と扱われていたが、2023年4月の番組リニューアル（『Sunstar presents 浦川泰幸の健康道場プラス』への移行）を機に代演を終了。最終出演日は同月1日で、放送上は「シニアアナウンサー」への移行後最初の出演番組に当たる。
『おはようパーソナリティ道上洋三です』でも、パーソナリティの道上洋三（先輩アナウンサー）・第11代アシスタントの吉田詩織が揃って夏季休暇に入っていた2017年8月7日・8日に、武田訓佳とのコンビで代演。以降も、道上が休演する場合に、パーソナリティ代理を随時任されていた。
道上が脳梗塞の発症（2021年9月11日）に伴う入院加療へ専念してからは、月曜日にパーソナリティ代理を担当（当初は中邨と交互に代演→同年12月第1週以降は毎週出演）。同年12月20日（月曜日）放送分への出演中に、道上が2022年3月末でパーソナリティを卒業することを「ABCラジオからのお知らせ」として発表した（道上の卒業を機に番組自体も2022年3月25日で終了）。また、パーソナリティ代理を最後に務めた2022年3月21日（月曜日・春分の日）放送分では、自身も歌唱のレコーディングに参加した『虹へ』（番組45周年記念テーマソング）の完成音源を初めて披露する役割も担った。
2021年10月4日（月曜日）放送分の「スポーツの話題」（プロ野球シーズン中に放送前日の公式戦で阪神が勝利した場合に道上が「六甲おろし」を熱唱することで知られたコーナー）では、前日に『ABCフレッシュアップベースボール』内の中継で実況を担当した阪神対中日ドラゴンズ戦（甲子園）で阪神が「スイープ」（カード3連勝）を果たしたため、「自身の実況音源が放送された後に『六甲おろし』を3番まで歌い切る」という番組史上初の演出が為された。
パーソナリティ代理以外にも、2017年10月9日（月曜日・体育の日）に市立吹田サッカースタジアムで実施された番組開始40周年記念の公開生放送で前説と進行を担当。以前の企画で道上が水泳に挑戦した際には、スポーツアナウンサーとして実況を任された。2000年のホノルルマラソンに道上・秋吉英美（当時のアシスタント）・高石ともや（常連ゲスト）が揃って参加した際にも、現地からの生中継の進行役として同行している。
- ようこそ!伊藤史隆です（メインパーソナリティ）

レギュラーでは自身初の冠番組だったが、朝日放送報道局の意向で、2012年からニュースキャスターとしての活動にほぼ専念するため終了。
- 伊藤史隆のラジオでキャスト（『キャスト』からの派生番組、『日曜スペシャル』で不定期放送）
- ドッキリ!ハッキリ!三代澤康司です

2014年7月4日・7月11日（いずれも金曜日）・2016年12月20日（火曜日）・2024年5月16日（木曜日）放送分で、三代澤康司（朝日放送アナウンサー時代の1年先輩）に代わってパーソナリティを務めた。
2023年3月21日（火曜日・春分の日）には「今日のスペッシャル!」のコーナーにゲスト出演。
- 武田和歌子のぴたっと。（2015年 - 2020年9月、不定期で出演）

プロ野球シーズンには、阪神戦の実況・ベンチリポーターや、阪神関連の取材リポーターとして出演。2015年度までオフシーズン限定で編成していた第2部では、阪神関連の取材リポーターや、期間限定パート（後半戦）内の企画の進行役を務めた。
- 伊藤史隆のちょびっと（2015年11月23日 - 25日）
- 伊藤史隆のOn-site RADIO（ナビゲーター、2016年3月28日 - 2020年9月28日）
- 昭和サウンドトラック（2016年10月1日 - 2017年9月30日）

昭和40年代 - 60年代に日本で流行したポップス・歌謡曲・フォークソングを中心に選曲する一方で、『ようこそ!伊藤史隆です』から「今週の伊藤史隆」（放送週の出来事を話すコーナー）を継承。
- 堀江政生のほり×ナビ（2016年度のナイターオフ番組）

『武田和歌子のぴたっと。』第2部時代の企画・コーナーを引き継ぐ第1部（18時台）に不定期で出演
- 伊藤史隆のラジオノオト（2017 - 2022年度のナイターオフ番組）

2020年2月6日・7日放送回の「ムキムキノーサイド劇場」内の企画が、2019年度（第57回）ギャラクシー賞・ラジオ部門の選奨を受賞している。
2018年度以降のナイターイン編成でも、平日にNPBのナイトゲームを最初から全く予定していない場合を中心に、『ABCフレッシュアップベースボール 伊藤史隆のラジオノオトversion』として随時放送。2020年には、日本国内で新型コロナウイルスへの感染が拡大している影響でNPBレギュラーシーズンの開幕が大幅に遅れていることから、開幕までの期間に『伊藤史隆のプレイボールまで待てない』（3月30日 - 4月10日）や『伊藤史隆のラジオノオトはじめました』（5月12日 - 6月18日）のパーソナリティを急遽任されている。
「シーズン5」（2021年度のナイターオフ編成）期間中の2022年1月上旬には、神戸大学の学生時代にアルバイトとして勤務していた安福又四郎商店（清酒「大黒正宗」の蔵元）を、パーソナリティの立場で取材。その模様を、同月12日（水曜日）・13日（木曜日）放送分で取材音源を交えながら報告している。
朝日放送テレビからの定年退職を間近に控えた2022年度にも、「シーズン6」と銘打ってナイターオフ期間の放送を継続。火曜日であった60歳の誕生日（2022年10月25日）にも、パーソナリティとして生放送へ臨んでいた。その一方で、2023年2月27日（月曜日）からリフレッシュ休暇を1週間取得したことに伴って、「シーズン1」初回から（派生番組をはさんで）の連続出演が同月28日（火曜日）で途絶えている。なお、休暇期間中の放送では、当日と3月1日に上田剛彦・2日と3日に柴田博（いずれも後輩アナウンサー）がパーソナリティを代行。復帰翌週の3月14日（火曜日）放送分で、ナイターオフ期間のレギュラー編成を「シーズン6」で終了することを自ら発表した。
スポーツアナウンサーとしての取材で知り合った小林祐梨子（陸上競技中距離走・長距離走の元・選手）の人柄（当該項で詳述）に感銘を受けていて、「シーズン1」から「シーズン5」までは、自身の意向で小林をパートナー陣に迎えていた。「小林祐梨子のはじめの一歩!」（小林のパートナー担当日に放送されていた冠コーナー）が事前収録の単独番組として2024年6月16日の『日曜スペシャル』（21:30 - 22:15）に編成された際にも、「パートナー」に相当する役割で収録へ同席。
番組の終了から1年3ヶ月後の2024年7月25日（木曜日）には、『ABCフレッシュアップベースボールスペシャル UP to you』（『 - 伊藤史隆のラジオノオトversion』に相当する生放送番組）がナイトゲーム中継の基本放送枠に編成されたことを受けて、『UP to you』のパーソナリティを祝迫くみ子（エフエム石川出身のフリーアナウンサー）と共に任された。
- 「10.19」～7時間33分の追憶～（2018年11月18日、詳細前述）

朝日放送ラジオと同じJRN加盟局の北海道放送でも、2020年1月1日の21:00 - 21:55に放送。
- 福島のぶひろの大新年会!おめでとう日本!（2020年1月1日、毎日放送）

「スペシャルゲスト」として、石井亮次（放送時点ではCBCテレビのアナウンサー）と共に14時台の「パイセンがやってきた!スペシャル」に出演。
- ABCラジオ開局70周年記念特別番組「目指せ100年!いろいろあったでABC　ラジオスクープ大賞!」（2021年12月28日）

スポーツ実況における「スクープ」を紹介すべく、中邨と揃って出演。
- 笑福亭仁鶴さん追善特別番組『笑福亭仁鶴 最後の楽書き帖』（2021年12月29日）

落語家の笑福亭仁鶴 (3代目)が2021年8月17日に87歳で永眠したことを受けて編成された特別番組で、2021年3月まで仁鶴の冠レギュラー番組として放送されていた『仁鶴の楽書き帖』の最終回を兼ねていたため、同番組で仁鶴の聞き手を務めていた後輩アナウンサーの加藤明子と共に進行を担当。
- 桂りょうばの落語トラベル（2022年3月14日・21日／2023年8月14日・21日／2024年7月29日・8月5日） - 「旅先案内人」（ゲスト）として出演

2022年3月出演分では、14日は同月6日に開催された第120回上方落語をきく会（伊藤は司会、りょうばは夜の部の本編一番手として出演）について、21日は同月25日のプロ野球開幕にちなんでプロ野球中継について語った。2023年以降の放送には、「神戸新開地・喜楽館の支配人」という立場を踏まえながら、同館のPRを兼ねて登場。
- 征平・吉弥の土曜も全開!!

神戸大学落語研究会での後輩に当たる桂吉弥が桑原征平（関西テレビ出身のフリーアナウンサー）と共同でパーソナリティを務める生ワイド番組。『ようこそ!伊藤史隆です』が前枠で放送されていた関係で、同番組の終了後も、番組内の「ABCニュース」の担当、自身が出演する番組・イベントの告知、特別企画などで随時出演している。神戸新開地・喜楽館の支配人へ就任した2023年度以降は、館内でのイベント（自身の発案によって2023年から始まった「神戸新開地・喜楽館AWARD」や落語会）を、「支配人」の立場で折に触れて告知。
- UP↑↑（2023年11月23日）

2022年度まで編成されていた『伊藤史隆のラジオノオト』と『ラジオで虎バン!』から、火 - 木曜分の放送枠を2023年度のナイターオフ期間に引き継いだ生ワイド番組で、当日（木曜日）にテレビ中継へ出演していた「兵庫・大阪連携『阪神タイガース、オリックス・バファローズ優勝記念パレード』」の報告を兼ねて「スポーツヘッドライン」（18時台のスポーツコーナー）にのみ出演。「スポーツヘッドライン」は2020年度まで『ラジオノオト』に組み込まれていて、伊藤は当時「パーソナリティ」として立ち会っていたが、『UP ↑↑』の同コーナーでは「ゲスト」として迎えられていた。
- 俺たち!定年三銃士!（「2024新春スーパーワイド」の第2部として2024年1月1日の9:00 - 12:00に生放送）

朝日放送テレビで正社員定年を経て「シニアアナウンサー」へ移行していた中邨・芦沢と共に、「定年三銃士」と銘打ってパーソナリティを担当。放送中には、「神戸新開地・喜楽館支配人」の立場から芦沢に「神戸新開地・喜楽館アンバサダー」（広報大使）を1月1日付で委嘱したことを初めて公表する一方で、中邨と揃って『夏の終わりのハーモニー』を歌っていた。
以下はいずれも「ABCパワフルアフタヌーン」枠の生ワイド番組で、通常は番組内の「ABCニュース」のみ、シフト勤務の一環で随時担当。
- 桑原征平粋も甘いも

トークコーナーのゲストとしては2014年1月22日（水曜日…14時台「私の通信簿」）、2021年4月22日（木曜日…13時台「征平の、男性アナウンサーもいらっしゃい!」）に出演。
2016年5月19日（木曜日）放送分では、急性心筋梗塞の発症・手術で静養に入っていた桑原に代わって、メインパーソナリティを担当した。
2021年9月22日まで放送された水曜日13時台の「粋甘流☆美女と野獣NEO」（リスナーの投稿に基づく「出会い頭」方式の大喜利企画）では、「お題」の音源にABCラジオ関係者が起用されるようになった2016年秋以降、伊藤の声色や歌声が4度（起用回数では単独1位）使われた。
初めて「お題」を任されたのは、2018年1月放送分の「雪」で、替え歌の歌い出しを音源に吹き込んだ。伊藤は初回放送を聴いたところ、出来栄えに納得がいかず、再度録り直したという（初回は、小川恵理子と桑原が続けて歌い易いように伴奏より低いキーで歌ったが、2回目からは伴奏通りのキーに）。
- 森脇健児のケンケン・ゴウゴウ!（2018年12月11日・2019年6月11日）

スペシャルウィークの特別企画として、放送中に朝日放送本社内の階段で実施した「森脇健児ひとり感謝祭! 福島一丁目階段ミニマラソン」で、中邨と共に実況リポートを担当。
- ますだおかだ増田のラジオハンター!（2022年4月7日）

本来は増田英彦（ますだおかだ）のパートナーを務める武田和歌子（2022年度に『道上洋三の健康道場』で共演）が、夫（小縣裕介、いずれも自身の後輩アナウンサー）以外の家族の事情で休演したことに伴って、本人曰く「夜勤（深夜までのシフト勤務）明け」でありながら急遽代演。
前枠番組に当たる『ドッキリ!ハッキリ!三代澤康司です』のパーソナリティを代行していた2024年5月16日には、同番組から一転して、「神戸新開地・喜楽館支配人」という立場でオープニングパートへ飛び入り出演。増田に対して喜楽館への単独出演を打診したところ、松竹芸能での同僚に当たる今成亮太（阪神OBの野球解説者・タレント）とのコンビで同年の秋以降に「プロ野球応援ウイーク」（前述）へ招くことが内定した。
- 兵動大樹のほわ〜っとエエ感じ。（2022年7月29日）

本来は兵動大樹（矢野・兵動）のパートナーを務める宇野ひろみ（伊藤と同じく愛知県名古屋市出身）の休演に伴って、パートナー代理を担当。
以下の番組は、『伊藤史隆のラジオノオト』をきっかけにゲストで出演したKiss FM KOBEの生放送番組（出演に至る経緯は当該項で詳述）。
- Kiss MUSIC PRESENTER（2017年12月21日）

『ラジオノオト』の本番前（16時台前半）に、サプライズゲストとして登場。
- 4 SEASONS -ENERGY-（2021年1月1日）

「トライ!コベルコスティーラーズ」（当日から午前9時台の前半で放送を開始したジャパンラグビートップリーグ・神戸製鋼コベルコスティーラーズの情報コーナー）以降のパートからエンディングまで出演。
以下はいずれも、「神戸新開地・喜楽館の支配人」としてゲストで出演した朝日放送ラジオ以外の番組。
- シャカリキ（Kiss FM KOBE、2023年5月30日[39]・9月19日[40]）

神戸新開地・喜楽館や館内のイベントのPRを兼ねて、「フォーカスワン」（午前10時台のコーナー）に生出演。
- ばんばひろふみ!ラジオ・DE・しょー!（ラジオ関西、2023年6月21日）
- Hit&Hit!（ラジオ大阪、2023年6月30日）

『伊藤史隆のラジオノオト』で水曜日のパートナーを一貫して務めてきた笑福亭松喬がパーソナリティ、朝日放送ラジオの複数の番組（前述した『桑原征平粋も甘いも』など）で共演している小川恵理子がパートナーを担当する金曜分に出演。
- みきらぢサンナナ （FMみっきぃ、2023年6月29日・7月3日） - 6月19日放送分には電話、7月3日放送分にはスタジオで出演[42]
- 藤川貴央のニュースでござる（ラジオ大阪、2023年7月10日）

支配人への正式就任前日および、『ABCフレッシュアップベースボール』阪神対ヤクルトのナイトゲーム中継（前述）の翌朝に、「スポーツ芸能ねほりはほり」（7:30前後のコーナー）へ生出演。この出演がきっかけで、『サンスポ音声局　しゃべる新聞』（サンケイスポーツの大阪本社がインターネット上で毎週木曜日に配信している音声コンテンツ）配信100回達成記念企画（2023年7月13日・20日配信分）の収録にも招かれた。
- 笑福亭鉄瓶のまんてんラジオ（ラジオ関西、2023年10月2日）

笑福亭鉄瓶が勝ち残っていた「神戸新開地・喜楽館AWARD2023」決勝のPRを兼ねてのゲスト出演。
- OBCグッドアフタヌーン!金曜お昼は、めっちゃ方正!（ラジオ大阪、2024年10月25日）

月亭方正がパーソナリティを務める生ワイド番組で、「方正の部屋」（13時台前半のゲストコーナー）に出演。当日は、62歳の誕生日でもあった。

### 映画
- ミスター・ルーキー（2002年） - 本人役
- クレヨンしんちゃん ガチンコ!逆襲のロボとーちゃん（2014年） - 本人役

テレビ朝日アナウンサーの久保田直子、メ〜テレアナウンサーの佐藤裕二とともに、ゲスト声優出演。

### DVD
- 球団創設80周年 阪神タイガース総選挙DVD 決定!!ファンが選んだベストメンバーと“あの瞬間”（2015年） - 前述

### エッセイ
- 俺たちのパシフィック・リーグ　近鉄バファローズ1989（ベースボール・マガジン社、2021年10月6日刊行、ISBN 978-4583626871）  - 巻頭エッセイ「永遠の『一瞬』。」（6 - 7ページ）
- 『神戸新聞』夕刊「随想」（2024年1 - 3月）

## 実況を担当した主な試合
以下に記す選手の所属チーム・肩書は、実況を担当した時点。
- 1998年／夏・第80回全国高校野球選手権記念大会 
  - 準々決勝第1試合： PL学園対横浜延長17回（テレビ）
  - 決勝：横浜対京都成章（ラジオ）- 横浜高校投手の松坂大輔がノーヒットノーランを達成した試合
- 1999年6月12日・阪神タイガース×読売ジャイアンツ（ラジオ）
  - 阪神外野手の新庄剛志が延長12回裏1死1・3塁で打席に立ったところ、槙原寛己が敬遠策として外角に投げた球でサヨナラ安打を放ったことで知られる試合。
- 2003年／秋・日本シリーズ（阪神×福岡ダイエーホークス）　第3戦（テレビ）
- 2005年／夏・オールスターゲーム 第2戦（テレビ）
- 2005年／秋・日本シリーズ （阪神×千葉ロッテマリーンズ）第3戦（テレビ）
- 2006年／春・阪神×横浜ベイスターズ 3回戦（テレビ）
  - 阪神外野手の金本知憲選手が、「公式戦における連続フルイニング出場」の世界新記録を達成した試合。
- 2008年4月12日・横浜対阪神戦（ラジオ） 
  - 阪神の金本がNPB一軍公式戦通算2000安打・新井貴浩が1000安打を横浜スタジアムで達成した試合。『ABCフレッシュアップベースボール』公式サイト内の「実況アナウンサー」ページ（2021年度分）では、「金本が2000安打を達成した瞬間に（当時のチームメイトだった）新井と矢野が記念の花束を手に三塁側のベンチから嬉々として一塁上の金本に駆け寄った姿と、その花束を照れくさそうに受け取った金本の姿が、3人とも（当時のNPBにおける）トッププレイヤーでありながら『野球少年』のように見えた」との理由で、この試合を「マイベスト実況試合」に挙げている。
- 2023年／秋・日本シリーズ（阪神×オリックス・バファローズ）第4戦（ラジオ） 
  - 前述した2005年以来18年振り、「シニアアナウンサー」へ移行してからは初めて、日本シリーズの中継で実況を担当。同期入社の中邨も、「シニアアナウンサー」として第2戦（オリックス×阪神）のラジオ中継で実況していた。
  - 日本シリーズの中継では、2003年の第3戦と2023年の第4戦で、阪神による甲子園球場でのサヨナラ勝利（2003年には藤本敦士がサヨナラ犠牲フライ・2023年には大山悠輔がサヨナラ安打を放ったシーン）を実況で伝えている。
- 全国高校野球選手権大会中継
  - 決勝戦の実況 - 1995年・1996年、2001年、2003年-2006年、2016年（2006年は決勝戦本試合・再試合の両方ともテレビ中継で担当、1996年・2016年はラジオ中継で担当）
    - 1996年の決勝戦（松山商業対熊本工業）では、延長10回表1死満塁から右翼の守備に就いた矢野勝嗣（松山商業）が本塁打性の飛球を処理したのノーバウンド返球で三塁走者の本塁生還を阻止したシーン（後に「奇跡のバックホーム」として語り継がれているプレー）も伝えていた。ちなみに、この試合ではテレビ中継の実況を中邨が担当。
    - 『斎藤佑樹　いま語る～あの夏の真実』（前述）の放送に際しては、斎藤が早稲田実業3年時の2006年大会で優勝投手になっていたことを背景に、決勝のテレビ中継における実況の同録音源が随所に盛り込まれた。

  - 1998年の第80回大会2回戦・豊田大谷対宇部商業のラジオ中継では、延長15回裏無死満塁の局面から藤田修平（宇部商業投手）のサヨナラボークで試合が決着したシーンを実況している。中邨はこの試合でも、テレビ中継で実況を担当。

1994年から2002年まで「全日本大学女子駅伝」ではABC放送センターの総合実況を担当した。
2001年度（2002年放送）まで「全国社会人ラグビーフットボール大会」では決勝戦が近鉄花園ラグビー場で行われる年度の実況を担当した。
本人が2022年（神戸新開地・喜楽館支配人への就任前）に「神戸新開地・喜楽館　プロ野球応援ウイーク」の記者会見で明かしたところによれば、松村邦洋（芸能界屈指の阪神ファン）にとって十八番の一つである「岡田節」（岡田彰布が朝日放送の阪神戦中継で解説した際の口調や口癖を誇張しながら声帯模写で再現する芸）の一部（2008年までの阪神監督時代に指導していた桧山進次郎を「ヒー」、葛城育郎を「ラギ」、アーロム・バルディリスを「バル」、高橋光信を「ミツ」と連呼するネタ）は、阪神の一軍監督が岡田から真弓明信に代わった2009年に、自身が実況・岡田が解説を担当していたテレビ中継で阪神の攻撃中に展開されたやり取りに基づいているという。